# Masami Shiratama
Masami Shiratama (白玉 雅己?, Shiratama Masami; Innoshima, 27 aprile 1974) è un cantautore, compositore e polistrumentista giapponese.
È uno dei fondatori della band j-rock Porno Graffitti.

## Biografia
Masami Shiratama nacque il 27 aprile 1974 a Innoshima, città nella prefettura di Hiroshima.
Nel settembre 1999, insieme a Akihito Okano e Haruichi Shindō, fondò i Porno Graffitti, con i quali si fece conoscere nella scena musicale giapponese come Shiratama (シラタマ?). Con loro pubblicò quattro album e numerosi singoli, tra cui anche il fortunato Melissa, che divenne la prima sigla d'apertura dell'anime Fullmetal Alchemist. Lasciò la band nel giugno 2004, intraprendendo la carriera solista pubblicando l'album Great Pleasure il 21 dicembre 2005, firmandosi Tama (nome che mantenne nelle altre pubblicazioni soliste). Il 1º novembre 2006 venne pubblicato il suo primo singolo, Metal Cool. Il 29 maggio 2007 pubblicò un singolo in coppia con il rapper Yūsuke (al tempo cantante degli High and Mighty Color), Honnō (ホンノウ?). Il suo secondo album, Natural Born, fu pubblicato il 20 giugno 2007. Pubblicò l'EP !LOUD! il 23 gennaio 2008, seguito a breve distanza da !SHOUT! (21 maggio). Il 28 ottobre 2010 uscì il suo primo Greatest Hits, SUPER SESSIONS -Best of 2005～2009-, contenente le sue canzoni più famose da solista.

## Discografia

### Con i Porno Graffitti

#### Album
- Romantist Egoist (2000)
- foo? (2001)
- Kumo o omo Tsukamu Tami (2002)
- WORLDILLIA (2003)

#### Singoli
- Apollo (1999)
- Hitori no Yoru (2000)
- Music Hour (2000)
- Saudade (2000)
- Saboten (2000)
- Agehachō (2001)
- Voice (2001)
- Shiawase ni tsuite Honki Dashite Kangaete Mita (2002)
- Mugen (2002)
- Uzu (2003)
- Oto no Nai Mori (2003)
- Melissa (2003)
- Ai ga Yobu Hō e (2003)
- Lack (2003)

### Solista

#### Album studio
- Great Pleasure (2005)
- Natural Born (2007)

#### Raccolte
- SUPER SESSIONS -Best of 2005～2009- (2010)

#### EP
- !LOUD! (2008)
- !SHOUT! (2008)

#### Singoli
- Metal Cool (2006)
- Honnō (2007) (con Yūsuke)

## Equipaggiamento
Masami Shiratama suona soprattutto bassi Fender Jazz:
- Fender Customshop Custom Jazz Bass (versione differente, costruita da Mark Kendrick)
- Fender Jazz Bass '63
- Fender Jazz Bass '74
- Fender Jazz Bass (Tama ver.)